# Рудня-Дымерская
Ру́дня-Ды́мерская (укр. Рудня-Димерська) — село, входит в Вышгородский район Киевской области Украины.
Население по переписи 2001 года составляло 275 человек. Почтовый индекс — 07312. Телефонный код — .

## История
- Лаврентий Похилевич в «Сказании о населённых местностях Киевской губернии» (1864 год) пишет:
  - «ещё ниже на 5 вёрст по реке Здвиже, такое же имеет местоположение. Жители обоего пола 90, причисляющихся к мещанскому состоянию. Здесь прежде был железный завод. В настоящее время Рудня оживляется пребыванием в ней богатого откупщика, откупающего шинки в соседнем Демидовском имении и промышляющего гонкой смолы, жжением угля и вообще извлекающего выгоду из окружающих казённых и частных лесов».

## Местный совет
07312, Київська обл., Вишгородський р-н, с.Рудня-Димерська, вул.Леніна,37  (укр.)